# اسکات براون (بازیکن فوتبال، زاده ۱۹۹۴)
اسکات براون (انگلیسی: Scott Brown؛ زادهٔ ۲۵ نوامبر ۱۹۹۴) بازیکن فوتبال اهل بریتانیا است.
از باشگاه‌هایی که در آن بازی کرده‌است می‌توان به دومبارتون، سنت جانستون و برادفورد سیتی اشاره کرد.